# 悉尼奧林匹克公園

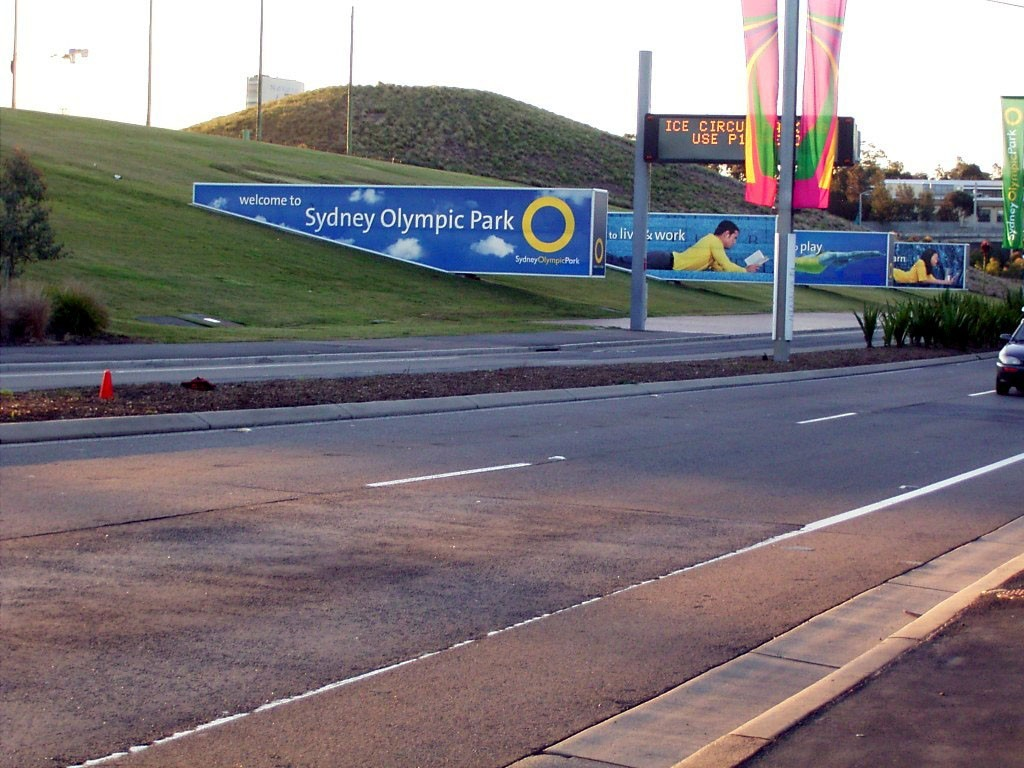
悉尼奧林匹克公園

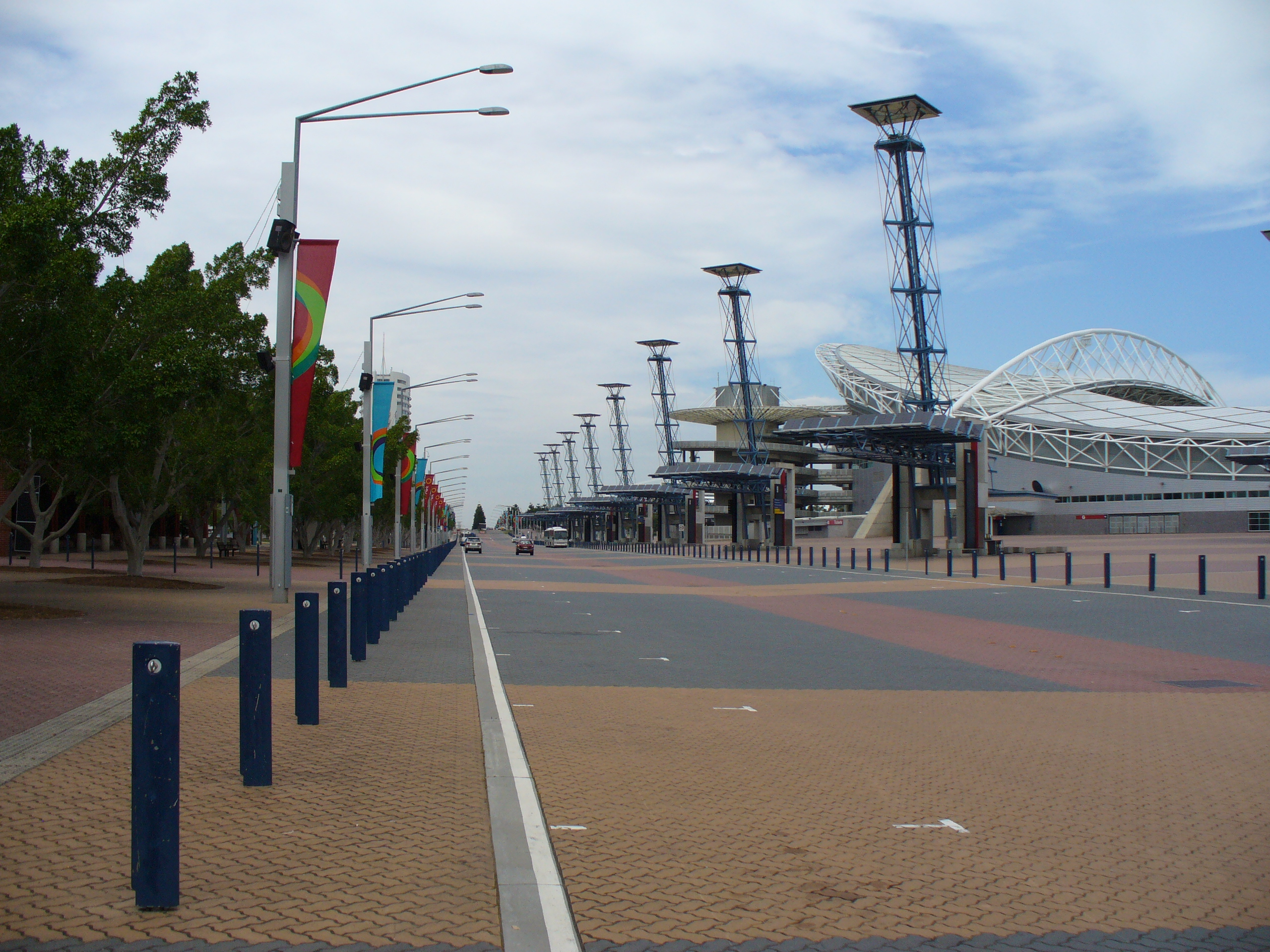
奧林匹克運林蔭大道

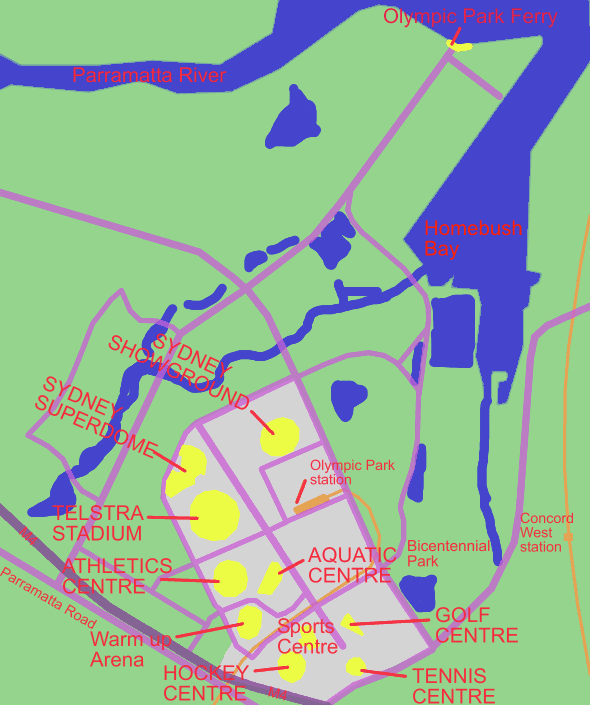
悉尼奧林匹克公園地圖

悉尼奧林匹克公園（又譯悉尼奧運公園）佔地640公頃是澳洲新南威爾士州悉尼的一個區，位於市中心以西13公里，康寶樹灣（Homebush Bay）西南岸。。奧林匹克公園是2000年悉尼奧運會的比賽場舘所在地，現時用作舉辦各項體育與文化活動，如悉尼復活節展覽會（Sydney Royal Easter Show）、悉尼節、Big Day Out及一些世界級體育競賽項目。悉尼奧林匹克公園設有奧林匹克公園火車線與火車站，悉尼港各個地點亦有固定航線往來悉尼奧林匹克公園輪渡碼頭。
悉尼奧林匹克公園行政上隸屬巴拉馬打市，但實際由州政府部門悉尼奧林匹克公園管理局營運，原址原定發展成康寶樹灣地區一個大型的市區重建項目。後來，重建的總體規劃設計因應奧運會投標改建為2000年悉尼奧運會的膳宿場地。

## 歷史
早在英國殖民以前，澳洲原住民的Wann-gal一族已在這個地區居住。不久，亞瑟·菲利浦船長在1788年率領英國第一艦隊抵達，偵察隊稱這裏做「The Flats」。1807年，約翰·百士倫（John Blaxland）獲得了紐因頓莊園（Newington Estate），The Flats成為莊園的一部分。1882年，政府收回百士倫莊園東北地區約88公頃的土地發展軍備庫，當中，大多數土地是從河流和濕地填土得來。
1980年代中葉，澳洲大道（現為埃利·奧特大道（Herb Elliott Avenue）與莎拉·杜拉克大道（Sarah Durack Ave））的範圍創立了一個名為「澳洲中心」的科技園。然而，除了寥寥幾家高科技企業，如AWA微電子、巴斯夫、飛利浦及三洋外，科技園的構想始終無法實現。澳洲科技園現在位於伊夫利（Eveleigh）。無論如何，十年後整個地區已蛻變成2000年悉尼奧運會場地。
悉尼奧林匹克公園大部分地方前身是一個工業廢棄地，見證了百年來的工業與軍事投機活動。這裏曾經是造磚廠、屠宰場、軍備倉庫及悉尼其中八個垃圾場的所在地。
2000年悉尼奧運會圓滿閉幕後，悉尼奧林匹克公園進行了大量的改建工作，現已轉型為一個多用途場所，多項活動亦已遷移到這裏。另外，長遠計劃擬議將悉尼奧林匹克公園塑造成一個15,000名居民的活動根據地，而且每天要有15,000名人員和學生進出。
悉尼奧林匹克公園是重要的藝術與文化活動根據地，園內設有定期活動、公共藝術薈萃（澳洲最大的單一場地公共藝術薈萃）、軍械庫畫廊（南半球最大的單一場所永久藝術展覽場地）、軍械庫活動中心及藝術家工作室場地（位於紐因頓軍械庫）。

## 近期發展

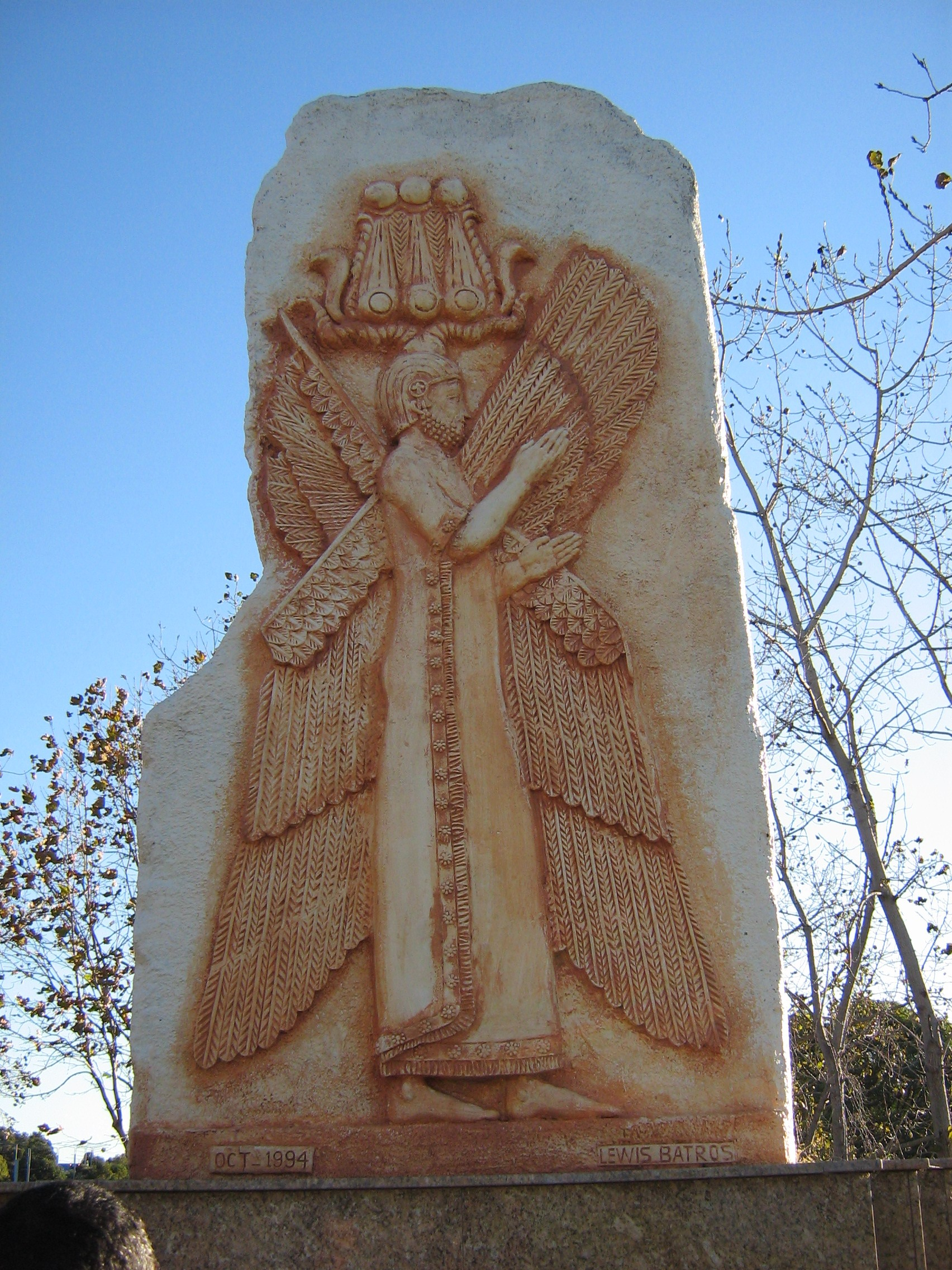
悉尼奧林匹克公園的波斯居魯士大帝紀念碑

2006年，悉尼奧林匹克公園的發展再度興起。首幢聯邦銀行辦公室大樓（總共有四幢）現處於工程後階段，索菲特（Sofitel）五星級酒店已著手興建，Formule 1兩星級酒店亦計劃在2007年動工。
教育場所計劃在悉尼奧林匹克公園的城市核心內興建，但是，投標期望在原址興建兩個公共公寓住宅建築群。首批住宅項目預計在2007年動工。
另外，悉尼奧林匹克公園公共用地聯同百士倫河濱公園（Blaxland Riverside Park）（前身是百士倫公共用地，Blaxland Common）發展，務求轉型為帕拉瑪塔河（Parramatta River）沿岸的一個城市公園。該公園已在2007年3月3日開幕。

## 活動
現時，每年約有1,800項活動在悉尼奧林匹克公園舉行，如雪梨皇家復活節展覽會、國家橄欖球聯盟與澳洲橄欖球聯盟比賽（在電信體育場舉行），以及田徑與游泳活動。悉尼奧林匹克公園舉辦過Big Day Out音樂節，亦是悉尼節的重要伙伴，這裏見證著「Movies in the Overflow」露天影院與「Music by Moonlight」月光音樂會等免費露天演出。
在2006年和2007年的復活節，紐因頓軍械庫是「Great Escape」和「Acoustica at the Armory」音樂節的場地。
在2000年悉尼奧運會閉幕後，奧林匹克公園內的場館有不少以冠名贊助方式繼續營運，作為主場館的澳大利亞體育場現稱為澳洲新西蘭銀行體育場；前悉尼穹頂體育館（Sydney Superdome），前稱Acer Arena，現稱Allphones Arena。棒球體育場已變成悉尼展覽場（Sydney Showground）。

## 管理
- 康寶樹灣發展公司（Homebush Bay Development Corporation，1995年或以前，奧運會場所前期）[11]
- 奧林匹克協調管理局（Olympic Co-Ordination Authority，1995年─2001年）[11]
- 悉尼奧林匹克公園管理局（Sydney Olympic Park Authority ，2001年7月1日─）[11]

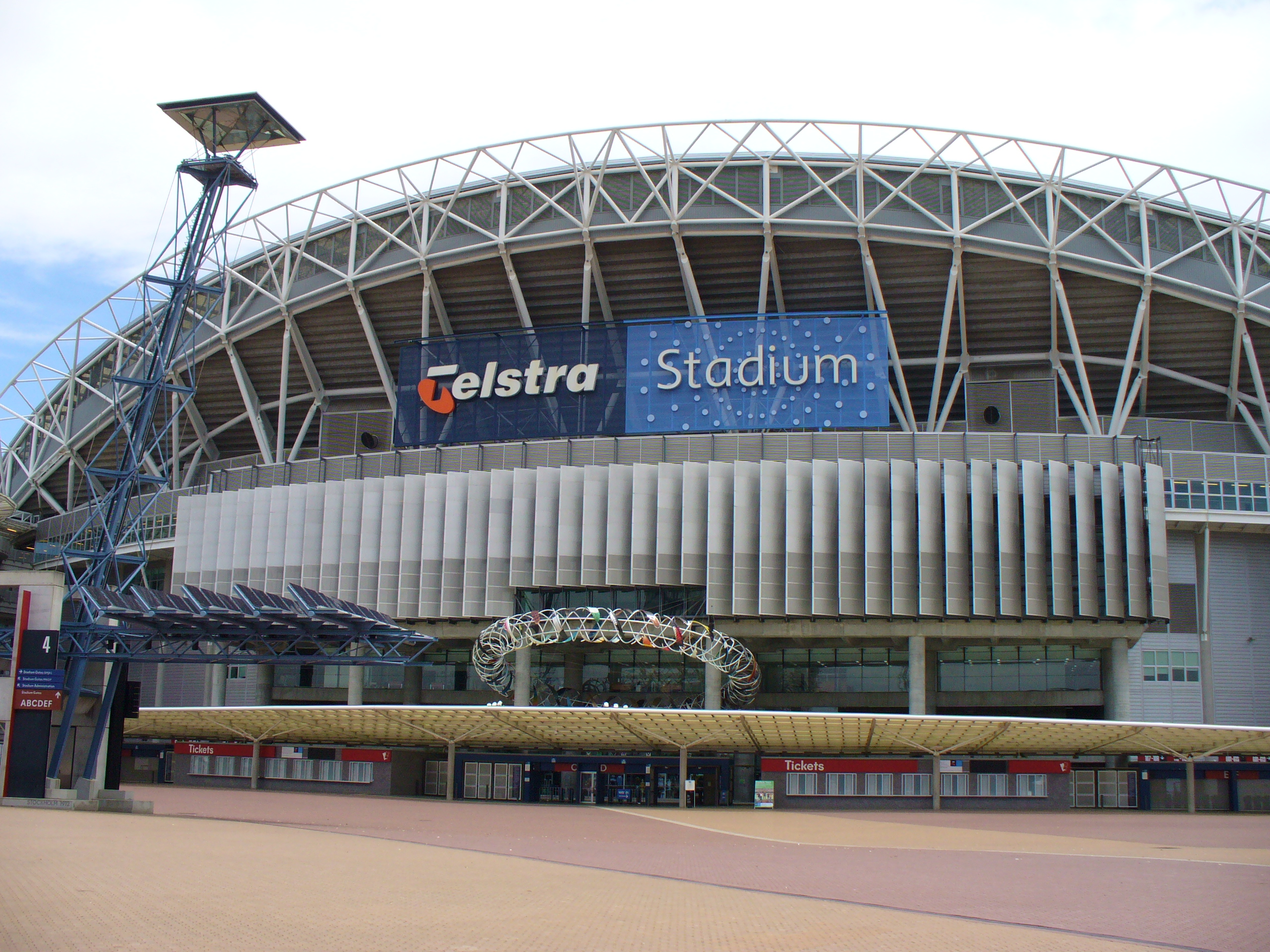
電信體育場

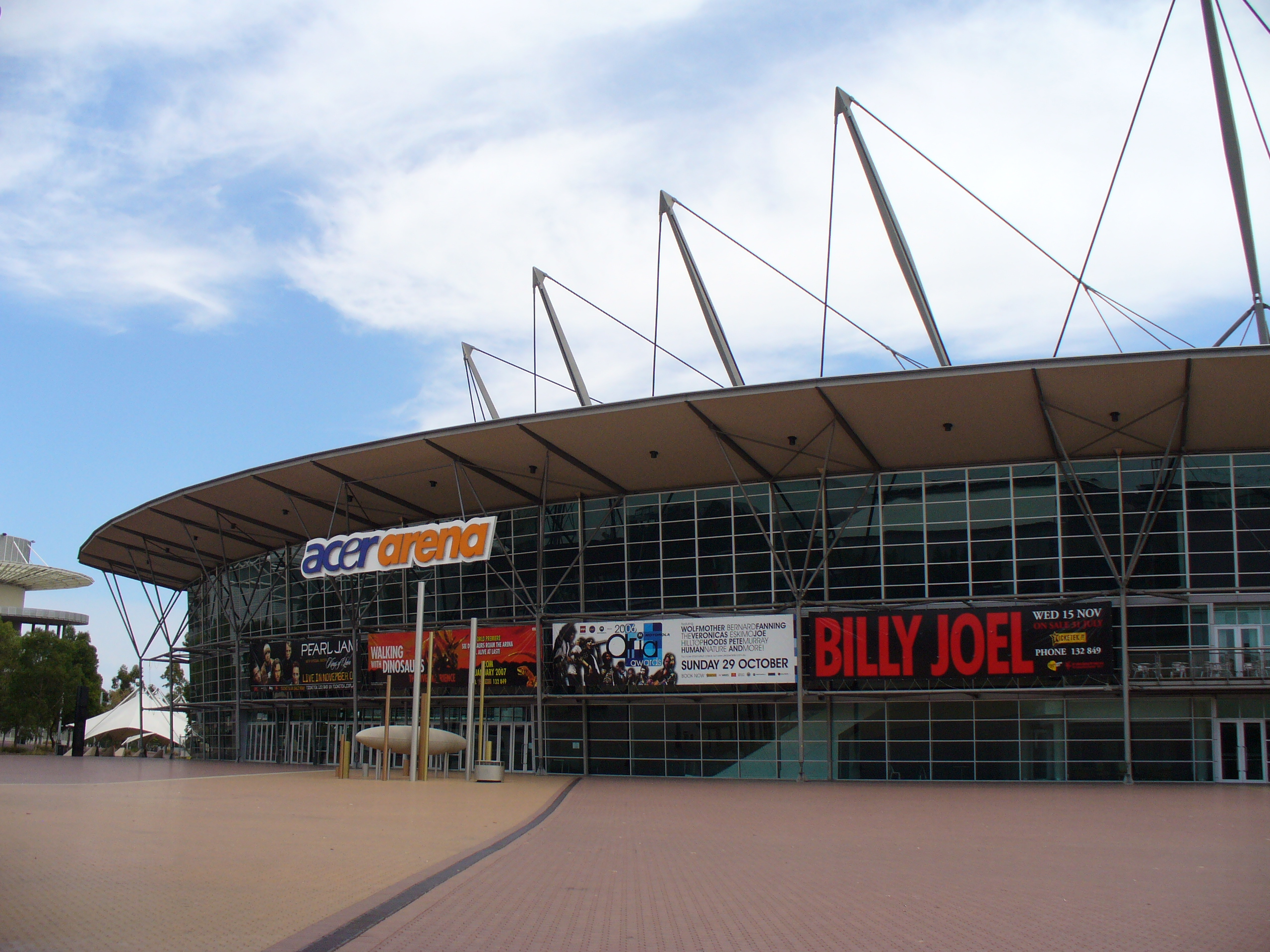
Acer Arena

## 設施

### 2000年悉尼奧運會場地
- 澳大利亞體育場（奧運會時容納110,000人，現減至83,500人, 115000人参加奥运会的记录）[9][12]
- Allphones Arena（前名為 Acer Arena，前身是悉尼穹頂體育館，音樂會時容納21,000人，籃球活動時容納18,000人，體操活動時容納15,000人）[9][13]
- 悉尼展覽場（悉尼復活節嘉年華活動根據地）[9][12]
- 雪梨奧林匹克公園田徑中心[9][12]
- 悉尼奧林匹克公園水上運動中心（容納17,500人）[9][12]
- 悉尼奧林匹克公園網球中心（容納16,200）[9][12]
- 悉尼奧林匹克公園曲棍球中心（容納15,000）[9][12]
- 悉尼奧林匹克公園箭術中心（容納4,500人）[9][12]
- 悉尼奧林匹克公園體育中心（容納5,000人）[9][12]
- 悉尼奧林匹克公園體育館[9][12]

### 非奧運會場所
- 悉尼奧林匹克公園高爾夫球中心[9][12]
- Monster Mountain X（越野自行車）[9][12]
- 巨人溜冰公園（Monster Skate Park）[9][12]
- 軍械庫畫廊[4]
- 軍械庫活動中心[4]

### 膳宿
- 悉尼奧林匹克公園內的諾富特（Novotel）和Hotel Ibis酒店[14]
- 悉尼奧林匹克公園旅館（紐因頓軍械庫）[9][14][15]
- 前奧運村（現為悉尼紐因頓郊區）[14]

### 交通
- 奧林匹克火車站[5]
- 悉尼奧林匹克公園渡輪碼頭（位於山道末段）[6]

### 公共用地
- 二百週年紀念公園（Bicentennial Park，40公頃公共用地，1988年開幕，時值澳洲建國二百週年紀念）[9][16]
- 文特沃斯公共用地（Wentworth Common）[9]
- 箭術公園
- 百士倫河濱公園（Blaxland Riverside Park，位於帕拉瑪塔河沿岸，重建後於2007年3月3日開幕）[9]
- 悉尼奧林匹克公園場地公共用地（425公頃）[9]

### 限制區域
- 紐因頓軍械庫（Newington Armory，前澳洲皇家海軍軍械庫，活動和星期日開放日限制公眾進入）
- 紐因頓自然保育區（Newington Nature Reserve）

## 外部連結
- 悉尼奧林匹克公園官方網站 （页面存档备份，存于） （英文）
- 悉尼奧林匹克公園互動地圖（鳥瞰圖）（悉尼奧林匹克公園官方網站） （英文）